# Раздольненский сельсовет (Ставропольский край)
Раздольненский сельсовет — упразднённое сельское поселение в Новоалександровском районе Ставропольского края Российской Федерации.
Административный центр — село Раздольное.

## История
Статус и границы сельского поселения установлены Законом Ставропольского края от 4 октября 2004 года № 88-кз «О наделении муниципальных образований Ставропольского края статусом городского, сельского поселения, городского округа, муниципального района».
С 1 мая 2017 года, в соответствии с Законом Ставропольского края от 14 апреля 2017 № 34-кз, все муниципальные образования Новоалександровского муниципального района (городское поселение город Новоалександровск, сельские поселения Горьковский сельсовет, Григорополисский сельсовет, станица Кармалиновская, Краснозоринский сельсовет, Красночервонный сельсовет, Присадовый сельсовет, Радужский сельсовет, Раздольненский сельсовет, станица Расшеватская, Светлинский сельсовет, Темижбекский сельсовет) были преобразованы, путём их объединения, в Новоалександровский городской округ.

## Население
| 1989  | 2002  | 2010  | 2011  | 2012  |
| ----- | ----- | ----- | ----- | ----- |
| 4174  | ↗4825 | ↘4326 | ↘4323 | ↗4351 |
| 2013  | 2014  | 2015  | 2016  | 2017  |
| ↗4372 | ↗4404 | ↘4398 | ↘4373 | ↗4399 |

## Состав сельского поселения
До упразднения Раздольненского сельсовета в состав его территории входили 7 населённых пунктов:
| № | Населённый пункт | Тип населённого пункта       | Население |
| - | ---------------- | ---------------------------- | --------- |
| 1 | Воскресенская    | станица                      | ↘419      |
| 2 | Краснодарский    | хутор                        | ↗465      |
| 3 | Курганный        | посёлок                      | ↗206      |
| 4 | Петровский       | хутор                        | ↗35       |
| 5 | Раздольное       | село, административный центр | ↘2168     |
| 6 | Румяная Балка    | хутор                        | ↘84       |
| 7 | Фельдмаршальский | хутор                        | ↘1004     |